# Paraphlomis humilis
Paraphlomis humilis, trajnica nekada svrstana u vlastiti monotipski rod Ajugoides iz porodice medićevki, čija jedina vrsta bila niska zeljasta trajnica A. humilis, danas sinonim za Paraphlomis humilis. Raste kao endem u Japanu (SW. Honshu, Shikoku, Kyushu).
Rod Ajugoides opisan je u Botanical Magazine, Tokyo 29: 280. 1915.  Hemikriptofit. 
Vrsta je u kolovozu 2024. godine smješten u rod Paraphlomis zajedno sa vrstama roda Matsumurella 
- A. humilis
- A. humilis
- A. humilis

## Sinonimi
- Ajuga humilis Miq.; Ann. Mus. Bot. Lugduno-Batavi 2: 114 (1865)
- Ajugoides humilis (Miq.) Makino; Bot. Mag. (Tokyo) 29: 281 (1915)
- Lamium humile (Miq.) Maxim.; Bull. Acad. Imp. Sci. Saint-Pétersbourg 29: 179 (1883)
- Stachys humilis (Miq.) Matsum. & Kudô; Bot. Mag. (Tokyo) 26: 298 (1912)